# Lista siturilor arheologice din județul Vâlcea - D
Lista siturilor arheologice din județul Vâlcea - D conține toate siturile arheologice din județul Vâlcea înscrise în Repertoriul Arheologic Național (RAN) și aflate în localități al căror nume începe cu litera D. RAN este administrat de Ministerul Culturii și Patrimoniului Național și cuprinde date științifice, cartografice, topografice, imagini și planuri, precum și orice alte informații privitoare la zonele cu potențial arheologic, studiate sau nu, încă existente sau dispărute.
Puteți căuta un sit din localitățile care încep cu litera D folosind formularul de mai jos sau puteți naviga prin toate siturile din județ la Lista siturilor arheologice din județul Vâlcea.
| Cod RAN                                   | Denumire | Localitate                      | Adresă        | Datare                     | Descoperit | Coordonate                                    | Imagine           | Erori            |
| ----------------------------------------- | --- | ------------------------------- | ------------- | -------------------------- | ---------- | --------------------------------------------- | ----------------- | ---------------- |
| 169930.01.01                              | Mănăstirea dintr-un lemn de la Dezrobiți (Mănăstireni) / ansamblu Biserica "Nașterea Maicii Domnului" (Categorie: structură de cult/religioasă) (Tip: Mănăstire)                 | sat Dezrobiți, comuna Frâncești |               | 1633-1654, 1715            |            | 45°01′30″N 24°10′46″E / 45.02502°N 24.17956°E | Încărcați imagine | Raportați eroare |
| 169930.01.02                              | Mănăstirea dintr-un lemn de la Dezrobiți (Mănăstireni) / ansamblu Biserica "Dintr-un lemn", "Nașterea Maicii Domnului" (Categorie: structură de cult/religioasă) (Tip: Biserică) | sat Dezrobiți, comuna Frâncești |               | a doua jumătate a sec. XVI |            |                                               | Încărcați imagine | Raportați eroare |
| 169930.01.03                              | Mănăstirea dintr-un lemn de la Dezrobiți (Mănăstireni) / ansamblu anonim (Categorie: structură de cult/religioasă) (Tip: Stăreția)                                               | sat Dezrobiți, comuna Frâncești |               | 1633-1654, 1715            |            |                                               | Încărcați imagine | Raportați eroare |
| 169930.01.04                              | Mănăstirea dintr-un lemn de la Dezrobiți (Mănăstireni) / ansamblu anonim (Categorie: structură de cult/religioasă) (Tip: turn-clopotniță)                                        | sat Dezrobiți, comuna Frâncești |               | 1715                       |            |                                               | Încărcați imagine | Raportați eroare |
| 169930.01.05                              | Mănăstirea dintr-un lemn de la Dezrobiți (Mănăstireni) / ansamblu anonim (Categorie: structură de cult/religioasă) (Tip: Incinta)                                                | sat Dezrobiți, comuna Frâncești |               | 1633-1654                  |            |                                               | Încărcați imagine | Raportați eroare |
| 169930.01.06                              | Mănăstirea dintr-un lemn de la Dezrobiți (Mănăstireni) / ansamblu anonim (Categorie: structură de cult/religioasă) (Tip: necropola)                                              | sat Dezrobiți, comuna Frâncești |               |                            |            |                                               | Încărcați imagine | Raportați eroare |
| 167990.01.01 (Cod LMI: VL-I-m-B-09529.01) | Situl arheologic de la Drăgășani - "Capu Dealului" / ansamblu anonim (Categorie: locuire civilă) (Tip: Așezare)                                                                  | municipiul Drăgășani            | Capu Dealului |                            |            |                                               | Încărcați imagine | Raportați eroare |
| 167990.01.02 (Cod LMI: VL-I-m-B-09529.03) | Situl arheologic de la Drăgășani - "Capu Dealului" / ansamblu anonim (Categorie: locuire civilă) (Tip: Așezare)                                                                  | municipiul Drăgășani            | Capu Dealului |                            |            |                                               | Încărcați imagine | Raportați eroare |
| 167990.01.03 (Cod LMI: VL-I-m-B-09529.02) | Situl arheologic de la Drăgășani - "Capu Dealului" / ansamblu anonim (Categorie: locuire civilă) (Tip: Așezare)                                                                  | municipiul Drăgășani            | Capu Dealului |                            |            |                                               | Încărcați imagine | Raportați eroare |